# Phrynobatrachus acutirostris
Espèce
Statut de conservation UICN

 NT  : Quasi menacé
Phrynobatrachus acutirostris est une espèce d'amphibiens de la famille des Phrynobatrachidae.

## Répartition
Cette espèce se rencontre dans la région des lacs, dans le nord-ouest du Burundi, l'Est de la République démocratique du Congo et l'Ouest du Rwanda,. Il s'agit probablement d'une espèce de montagne.

## Publication originale
- Nieden, 1913 "1912" : Amphibia in Mecklenburg, A. F. H. z. (Ed.) : Wissenschaftliche Ergebnisse der Deutschen Zentral-Africa-Expedition, 1907-1908, vol. 4, p. 165-196 (texte intégral).